# کلیسای صلیب مقدس، وغوهی
کلیسای صلیب مقدس، وغوهی (ارمنی: Աղահեցիկի Սուրբ Խաչ վանք (Ողոհի)؛ انگلیسی: Voghohi Holy Cross) یک کلیسا متعلق به کلیسای حواری ارمنی واقع در شهر وغوهی، جمهوری خودمختار نخجوان جمهوری آذربایجان می‌باشد. ساخت و ساز این ساختمان در سده ۱۵ام میلادی؛ به پایان رسید. این بنا به سبک معماری ارمنی طراحی شده‌است.